# La chiave a stella
La chiave a stella è un romanzo di Primo Levi pubblicato nel 1978, che rinnova il filone della letteratura industriale in voga negli anni Sessanta.
Con quest'opera Primo Levi si aggiudica il Premio Strega del 1979.

## Trama
Il romanzo è composto da quattordici capitoli narrati in prima persona, ciascuno dei quali consiste di un episodio autonomo. In essi il narratore (che si può identificare con l'autore) riferisce i racconti di Libertino Faussone, detto Tino, operaio specializzato nel montaggio di ponti, tralicci e gru. Faussone racconta casi ed eventi tratti principalmente dalle sue esperienze di lavoro; i colloqui tra il narratore e Faussone avvengono in una città non nominata dell'Unione Sovietica, sul basso Volga, dove entrambi si trovano per lavoro e si sono incontrati.
Faussone viene inviato in tutte le parti del mondo, dall'Alaska all'India, dall'Africa alla Russia, dove fa esperienze e vive avventure che a volte mettono a repentaglio la sua vita per la durezza del lavoro, sempre con i suoi attrezzi da montatore e la fiducia nelle proprie capacità. Alla tranquillità di una vita sedentaria, sicura ma monotona, preferisce la varietà del viaggio:
Alla fine, è il narratore/Levi a raccontare una sua avventura, in cui un cliente russo solleva una disputa su una partita di vernici apparentemente difettosa, e su come egli riesce a dimostrare la bontà del prodotto.

## Origine e caratteristiche
Fin dagli anni sessanta Levi pensava di scrivere sul mondo del lavoro. Il "seme" di La chiave a stella si trova nel racconto Meditato con malizia pubblicato su La Stampa nel 1977, che diventerà il primo capitolo del libro. Nel romanzo si riflettono le esperienze e gli incontri dell'autore, che pochi anni prima aveva compiuto diversi viaggi di lavoro a Togliattigrad. La citazione finale del libro, da Tifone di Joseph Conrad, suggerisce che Faussone sia il condensato degli incontri e delle esperienze di una vita.
Faussone è una sorta di personaggio epico che lotta contro le forze della natura con il solo bagaglio delle sue esperienze e delle sue abilità. Per questo La chiave a stella è un romanzo ottimista: Levi in questo suo primo romanzo di invenzione dimostra una straordinaria fiducia nell'uomo.
Il lavoro in questo romanzo è un attributo positivo per l'uomo: l'uomo che fa, che agisce, realizza se stesso ed è con il lavoro che si nobilita anche nella sua parte spirituale. Faussone, uomo del fare, dimostra, raccontando al narratore, una profonda conoscenza degli uomini e una grande intelligenza riflessiva.
In queste pagine Primo Levi celebra il lavoro "vero", quello non di scrittore, con una frase significativa: 
La lingua di Faussone è colloquiale e quotidiana, caratterizzata dalla presenza di termini tecnici ed espressioni piemontesi e gergali, ed anche questo contribuisce a renderlo un personaggio vibrante e vivo.

## Edizioni
- La chiave a stella, Torino: Einaudi ("Supercoralli"; "Einaudi tascabili" n. 57), 1978 ISBN 88-06-58479-0 ISBN 88-06-12694-6 ISBN 978-88-06-18164-2
- La chiave a stella, prefazione di Mario Lunetta, Milano: Club degli Editori ("I grandi premi letterari italiani: i premi Strega" n. 79), 1982
- La chiave a stella, prefazione e note di Gian Luigi Beccaria, Milano: Einaudi scuola ("Letture per la scuola media" n. 65), 1983
- (EN)  The Monkey's Wrench, trad. di William Weaver, New York: Penguin / London: Joseph, 1987
- La chiave a stella, in Opere ("Biblioteca dell'Orsa" n. 6), Torino: Einaudi, 1987 ISBN 88-06-59973-9
- (NL)  De kruissleutel, trad. di Frida De Matteis-Vogels, Amsterdam: Meulenhoff, 1989
- (ES)  La llave estrella, trad. di Bernardo Moreno Carrillo, Barcelona: Muchnik, 1990
- La chiave a stella, a cura di Giovanni Tesio, Milano: Einaudi scuola ("I libri da leggere"), 1992 ISBN 88-286-0106-X
- (HE)  Mafteaḥ-kokhav, trad. di Meron Rapoporṭ, Tel Aviv: ha-Ḳibuts ha-meʼuḥad, 1991
- (DE)  Der Ringschlüssel, trad. di Barbara Kleiner, München / Wien: Hanser, 1992
- (FR)  La clef à molette, trad. di Roland Stragliati, Paris: 10/18, 1993; Paris: Laffont, 1997
- La chiave a stella, in Opere, a cura di Marco Belpoliti, introduzione di Daniele Del Giudice, Torino: Einaudi ("Nuova Universale Einaudi" n. 225), 1997 ISBN 88-06-14637-8
- La chiave a stella, Torino: Ed. "La Stampa" ("Collezione d'autore"), 2005
- La chiave a stella, prefazione di Ernesto Ferrero, Torino: Utet ("Premio Strega"), 2007 ISBN 88-02-07562-X; Milano: "Il Sole 24 Ore", 2011
- (PT)  A chave estrela, trad. di Maurício Santana Dias, São Paulo: Companhia das Letras, 2009
- (KO)  Mŏngk'i sŭp'aenŏ, trad. di Un-ch'an Kim, Kyŏnggi-do P'aju-si: Tolbegae, 2013